# Rue Très-Cloîtres
La rue Très-Cloîtres est une voie publique de la commune française de Grenoble.

## Situation et accès
Située dans le quartier Notre Dame, cette rue, ouverte à la circulation automobile, longe à ses débuts, l'enceinte du musée de l'Ancien Évêché, principal musée historique et archéologique du centre-ville grenoblois avec le musée dauphinois.
La rue Très-Cloîtres commence au niveau de la place Notre-Dame et de la rue Frédéric-Taulier (à l'angle du musée de l'ancien Évêché) et se termine rue de l'Alma par le No 58, selon un axe nord-ouest- sud-est.
La rue est principalement desservie par les lignes B et D du réseau de tramway de l'agglomération grenobloise. La station la plus proche (située à moins de deux cents mètres) se dénomme Notre-Dame-Musée. Les lignes de bus 16 et 62 desservent également le début de cette rue avec l'arrêt Notre-Dame-Musée.

## Origine du nom
Deux thèses ont été avancées pour expliquer l'origine du nom de cette rue :
1. soit, en raison de sa situation en dehors de la porte du Cloître Notre-Dame et viendrait du terme Trans-Claustra.
2. soit, en raison de la présence de trois cloîtres dans le quartier : le cloître Notre-Dame, le cloître des Minimes et celui de la Visitation.

Elle fut longtemps dénommée rue « Tra-Çlotra » ou « Tra-Cloutra » avant de devenir Très-Cloîtres.

## Historique
Au début du XIVe siècle, des maisons existaient déjà dans ce quartier situé hors les murs de Grenoble et un faubourg s'y établit avant même l'ouverture de la rue en 1338.
Durant la Révolution française, la voie se dénomme « rue des Bonnets Rouges » sans qu'il y ait forcément un rapport direct avec l'auberge à l'enseigne du bonnet rouge qui se tenait dans cette rue au XVIe siècle.
Selon les minutes d'un procès s'étant déroulé le 5 mai 1821, la rue Très-Cloitres et son quartier connurent une journée d'émeute, le 20 mars 1821, organisée par des partisans de l'Empire et de Napoléon Ier.
Située dans le faubourg du même nom, cette rue est restée le lieu de d’installation des nouveaux arrivants dans la ville, à l’intérieur des fortifications, puis même après leurs démolitions. Coincée entre le quartier ancien de Grenoble et les nouvelles constructions de l'Île-Verte, le secteur a connu plusieurs vagues d'immigrations et donc d'augmentation de la population dont les municipalités successives vont tenir compte en réhabilitant le quartier dont la rue Très-Cloîtres est l'axe principal et en  maintenant l'existence d'un parc social locatif public.
Bien que cette rue soit relativement éloignée des berges de l'Isère, celle-ci était bordée jusqu'au XIXe siècle par le ruisseau du Verderet et a connu de nombreuses inondations, dont notamment en juin 1764, juillet 1787, novembre 1840.
Lors des inondations de Grenoble en novembre 1859, l'eau a atteint 1,50 mètre de hauteur au niveau de la place (mesure effectué à l'angle de la rue Servan). Il existe à ce croisement de la rue un site de repère de crue indiquant la date exacte de la mesure fixée à 1,34 m du sol.

## Bâtiments remarquables et lieux de mémoire

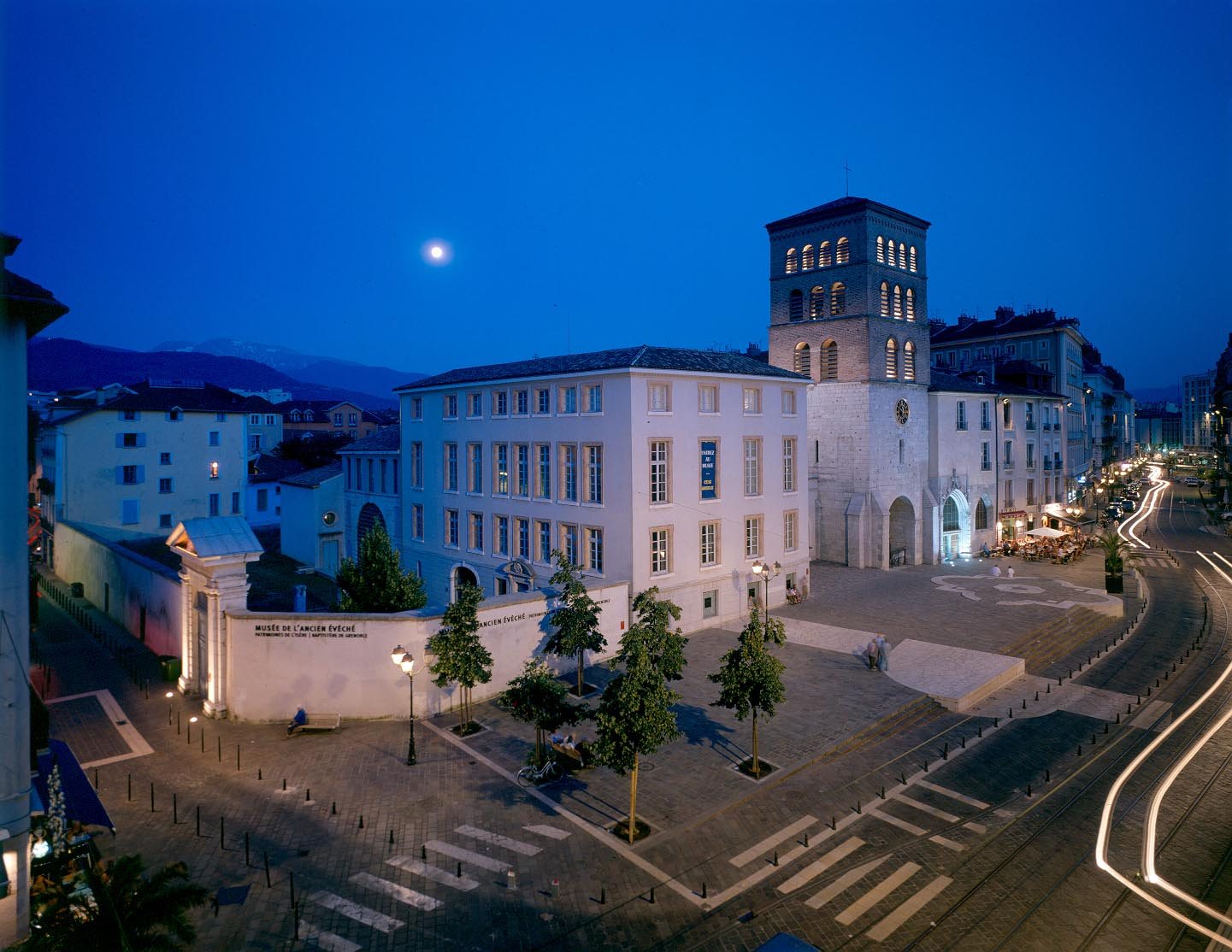
Musée de l'ancien Évêché, la rue Très-Cloîtres, étant située à gauche de la photo

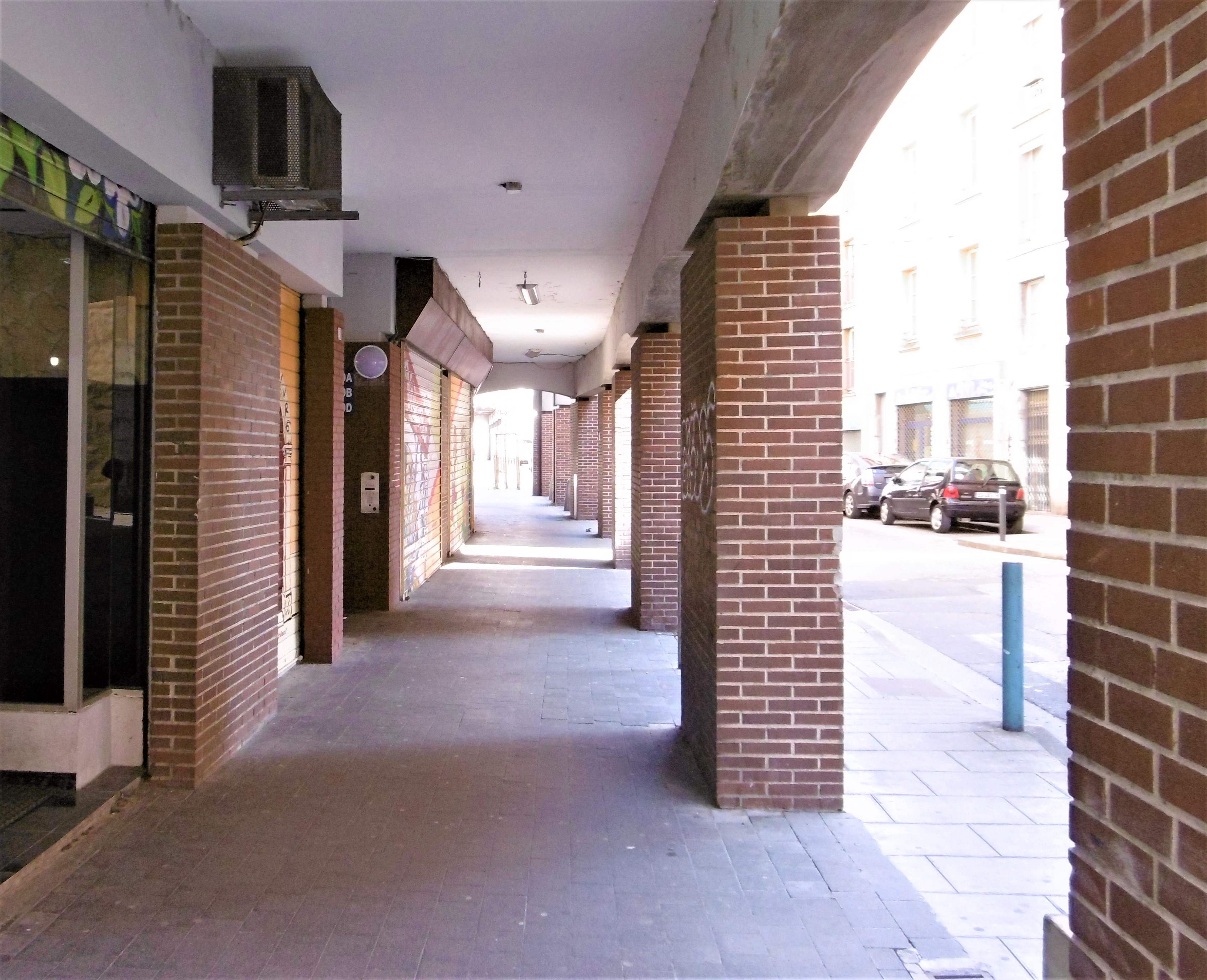
Arcades de la rue Très-Cloîtres

### Bâtiments démolis
- La Porte Très-Cloitres, construite en 1593, par le duc de Lesdiguières[8] et démolie en 1834, était située à l'extrémité nord de la rue.

### Bâtiments existants
- No 2. Musée de l'Ancien Évêché (ancien palais épiscopal), datant du XIIe siècle et remanié au XVIIe siècle[9]. Situé entre Notre-Dame, la rue du Fer-à-Cheval et la rue-Très-Cloîtres, l'entrée des visiteurs se situe à l'angle que cette rue forme avec la place Notre-Dame et débouche sur une cour pavée qui permet également d'accéder au jardin de l'Évêché, parc ouvert au public.
- No 7. Au niveau des arcades, le café-école de la Paix est un site associatif organisant des rencontres philosophiques sur des sujets d'actualités[10].
- No 38. Théâtre Sainte-Marie-d’en-Bas, ancienne chapelle de l'ordre de la Visitation dont la construction date du milieu du XVIIe siècle. L'édifice fait l’objet d’un classement au titre des monuments historiques depuis le 18 avril 1988[11].

## Animations
L’association du quartier Très-Cloîtres Mosaïque (AMAQ), fondée en 2007 par des résidents, est à l’origine de la mis en place d'un parcours olfactif et gustatif dénommé « Chemin des senteurs ». Cette action a été motivée par la volonté d'embellir cette rue et son quartier grâce au jardinage urbain, sur l’espace public.